# 迈塞勒
迈塞勒（法語：Maysel，法語發音：[mɛzɛl]）是法国瓦兹省的一个市镇，属于桑利斯区。

## 地理
迈塞勒（49°15'37"N, 2°22'27"E）面积3.71 平方千米，位于法国上法蘭西大區瓦兹省，该省份为法国北部内陆省份，北起索姆省，西接厄尔省和滨海塞纳省，南至塞纳-马恩省和瓦兹河谷省，东临埃纳省。
与迈塞勒接壤的市镇（或旧市镇、城区）包括：梅洛、布兰库尔莱普雷西、锡尔莱梅洛、克拉穆瓦西、圣勒代斯朗、圣瓦斯特莱梅洛。

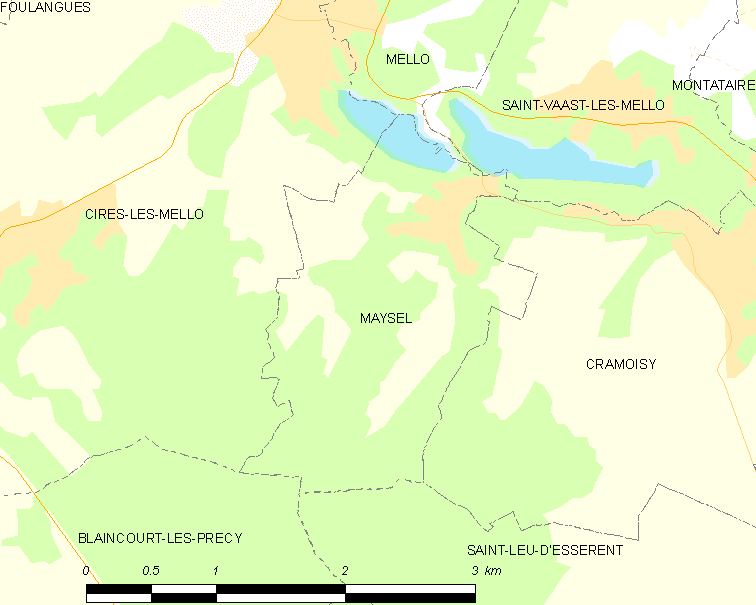
迈塞勒的OSM定位图

迈塞勒的时区为UTC+01:00、UTC+02:00（夏令时）。

## 行政
迈塞勒的邮政编码为60660，INSEE市镇编码为60391。

## 政治
迈塞勒所属的省级选区为蒙塔泰尔县。

## 人口

1962-2008年间迈塞勒人口变化图示

迈塞勒于2022年1月1日时的人口数量为214人。